# Арагонский замок (Искья)
Араго́нский замок (итал. Castello Aragonese) — расположен в Италии на маленьком островке рядом с островом Искья в административном регионе Кампания на конусе вулканической лавы, возвышающейся из моря. Принадлежал роду д'Авалос.

## История
- 474 год до н. э. — первое упоминание, возведена первая оборонительная крепость Гиероном I Сиракузским, союзником Кум в войне с этрусками;
- XIV век — Анжу-Сицилийский дом строит башню Maschio;
- XV век — замок соединен с островом Искья мостом;
- XVIII век — в замке скрывается от пиратов население острова Иския, в крепости проживает 1892 семьи.

Замок пережил расцвет в XVI в. В те времена на его территории располагались клариссинский монастырь, василианский (греческий) монастырь, резиденция (католического) епископа, в ведении которого находились кафедральный собор и 12 церквей, и князя (с верным ему гарнизоном).
В настоящее время замок является частным владением, открытым для посещения туристов, и популярной достопримечательностью острова.